# قطعنامه ۲۲۵ شورای امنیت
قطعنامه ۲۲۵ شورای امنیت سازمان ملل متحد که در تاریخ ۱۴ اکتبر ۱۹۶۶ تصویب شد، سندی بین‌المللی دربارهٔ پذیرش اعضای جدید سازمان ملل متحد: لسوتو است. این قطعنامه طی نشست ۱۳۰۶ام
با ۱۵ موافق،۰ مخالف و۰ ممتنع تصویب شد.